# 床几

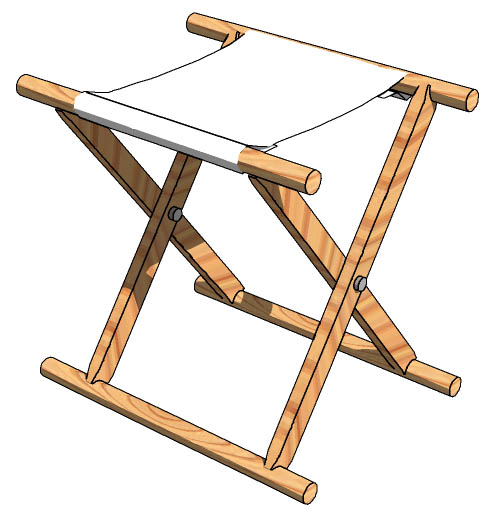
折りたたみ式の床几

床几（しょうぎ、状机とも）とは、(1) 移動用の折畳式簡易腰掛け。(2) 木の板に足をつけた腰掛(大辞林)。

## 構造
折畳式の床机は脚をX状に組み合わせ、上端に革や布を張って座席とする。移動時は折りたたんで運搬する。
明治初年の辞典である「言海」の床机の項には、折りたたみ式のみ説明がある。しかし近世でも、茶店の店先などに出す縁台を「しょうぎ」と呼称することが一般的であった。

## 歴史
床几の古形である胡床（これは中国固有の座具ではないという解釈もある）は、中国大陸から日本に伝わった。中華では古代、日本と同じように椅子を用いず床に直接座る習慣があったが、漢代には北方から胡床が伝来し、宮廷から戦場まで広く普及した。唐代には椅子の使用が始まったが、胡床は携帯用座具として重宝されつづけた。
日本では古くから用いられ、古墳時代の埴輪にも見られる他、記紀や延喜式にも「胡床（こしょう、あぐら）」の呼称で散見される。腰掛け用として、朝儀の際に武官が用いたと記録にあり、後世には武家が野戦時に帷幕内で用いるほか、鷹狩りでも利用された。
日本では椅子の普及が明治に入ってからであるため、近世に至るまで広く使われ、現代でも神社や結婚式場などで使われている。

## 特殊な床几
店舗を併設する京町家には建物の格子に接合して折り畳めるようにした「ばったり床几」が設置されていることがあり商品の陳列や客との商談などに利用する。